# منظمة الابتكار والبحوث الدفاعية (إيران)
منظمة الابتكار والأبحاث الدفاعية أو (SPND) (بالفارسية: سازمان پژوهش‌های نوین دفاعی) والمختصرة بالفارسية بإسم (سازمان سپند) هي وكالة بحث وتطوير تابعة لوزارة الدفاع الإيرانية مسؤولة عن تطوير التقنيات الناشئة للاستخدام من قبل الجيش الإيراني .    وبحسب وسائل إعلام إيرانية، فهو النظير الإيراني لوكالة مشاريع البحوث المتطورة الدفاعية (DARPA) الأمريكية.  ويذكر أن المنظمة تأسست و تمت قيادتها على يد محسن فخري زاده حتى اغتياله خارج طهران في 26 نوفمبر 2020.   
ووفقًا للمسؤولين الإسرائيليين، وبدعم من مسؤولي المخابرات الأمريكية لاحقًا، تم تكليفها بمهمة البحث وتطوير الأسلحة النووية،  وتولت بعض أنشطة مشروع أماد .  وقد تمت الموافقة عليه من قبل وزارة الخارجية الأمريكية ووزارة الخزانة الأمريكية .   وبحسب الولايات المتحدة، فقد تم تأسيسها عام 2011. 
وسط جائحة كوفيد-19 في إيران ، طورت المنظمة أول مجموعات اختبار كوفيد-19 في إيران  وأيضًا فخرافاك ، وهو لقاح لكوفيد-19 .